# Tejay van Garderen
Tejay van Garderen, född 12 augusti 1988 i Tacoma, Washington, är en amerikansk professionell tävlingscyklist som tävlar för ProTour-stallet BMC Racing Team. Han har tidigare tävlat för Rabobank Continental Team och Team Columbia-HTC.
2012 slutade van Garderen på femte plats i Tour de France, 11 minuter och 4 sekunder bakom segraren Bradley Wiggins, och vann loppets ungdomstävling. Han vann Tour of California 2013, och tog hem segern i USA Pro Cycling Challenge både 2013 och 2014.
Under 2014 års Tour de France upprepade van Garderen sin prestation från 2012 och slutade på femte plats.

## Stall
- Rabobank Continental Team 2008–2009
- Team Columbia-HTC 2010–2011
- BMC Racing Team 2012–